# Gare de Saint-Saphorin
La gare de Saint-Saphorin est une gare ferroviaire, en Suisse, de la ligne du Simplon. Elle est située au bord du Léman, au pied de la commune suisse de Saint-Saphorin, dans le canton de Vaud.

## Situation
Établie à 375,9 mètres d'altitude, la gare de Saint-Saphorin est située au point kilométrique 14,55 de la ligne du Simplon, entre les gares de Rivaz (en direction de Lausanne) et de Vevey (en direction de Brigue).
Elle se situe dans le sud du centre-ville de Saint-Saphorin, au bord du Léman. Elle dispose de deux quais latéraux permettant d'accéder aux trains s'arrêtant sur chacune des deux voies.

## Histoire
La gare de Saint-Saphorin a été construite en 1900,.
En 1974, les CFF construisent un passage sous les voies pour relier les deux quais. En 2010, ils investissent plus de trois millions de francs pour adapter et allonger les quais afin de pouvoir accueillir les rames du RER Vaud. 
Une pétition a été lancée en mars 2019 par des citoyens suisses inquiets de voir la gare fermer vers l'horizon décembre 2023 en raison de la loi obligeant d'ici cette date à aménager les lieux publics afin de les rendre accessibles aux personnes mobilité réduite. Ces travaux n'ayant pas été prévus à cette date par l'Office fédéral des transports (OFT). Cette pétition a été envoyée à l'OFT, aux CFF mais aussi à la conseillère d'État Nuria Gorrite. En réponse, Jean-Charles Lagniaz, directeur de la division management des transports du canton de Vaud a rappelé l'objectif était bel et bien de développer le RER Vaud et de pérenniser cette gare, quitte à devoir mettre en œuvre des solutions palliatives pour les personnes handicapées, telles qu'une aide à l'embarquement à solliciter au préalable ou encore une desserte spécifique en taxi.

## Service des voyageurs

### Accueil
Gare des CFF, elle dispose d'un simple abri contenant un distributeur automatique de titres de transports. La gare n'est pas aménagée pour les personnes à mobilité réduite.

### Desserte
La gare fait partie du réseau express régional vaudois, assurant des liaisons rapides à fréquence élevée dans l'ensemble du canton de Vaud. Elle est desservie par les trains de la ligne R4 du RER Vaud à raison d'une fois par heure et par sens :
- R4 : Le Brassus /Vallorbe – Cossonay-Penthalaz – Lausanne – Vevey – Montreux – Villeneuve – Aigle – Bex (– Saint-Maurice).

### Intermodalité
Aucun autre moyen de transport ne passe à proximité de la gare de Saint-Saphorin.